# 4038 Kristina
4038 Kristina (1987 QH2) là một tiểu hành tinh vành đai chính được phát hiện ngày 21 tháng 8 năm 1987 bởi E. W. Elst ở La Silla.